# Тритон бородавчатий
Тритон бородавчатий (Tylototriton verrucosus) — вид земноводних з роду Крокодилячий тритон родини саламандрові. Інша назва «гималайський тритон».

## Опис
Загальна довжина досягає 15—20 см. Голова з товстим черепом. Морда округла. Зуби розташовані у передній частині щелепи. Існує велика складка на підборідді. Череп і остисті відростки хребців наділені додатковими шарами кістки, що утворюють 3 вирости з порами. Тулуб стрункий, потужний. З боків тягнуться рядки у 15—16 горбків—"бородавок". лапи середнього розміру з 5 пальцями. Хвіст сплощено з боків з верхнім та нижнім гребенями. Шкіра груба.
Яскраве, контрастне забарвлення спини представлена сліпучою помаранчевою смугою вздовж хребта, що переходить у помаранчевий хвіст, та 12—14 помаранчевими опуклими цятками, розташованими з боків від хребта. Лапи і голова помаранчеві. Завдяки чорному, темно—коричневому або червоно-коричневому фону спини, малюнок дуже помітний.

## Спосіб життя
Полюбляє прохолодні рідколісся й ліси, часто зустрічається поблизу від повільно-поточних водойм. Здатен плавати у відкритих водоймах протягом дня, оскільки їх малюнок дуже нагадує сонячні промені, що грають на поверхні води. Веде переважно нічний спосіб життя або у сутінках. Зустрічається на висоті 1000—3000 м над рівнем моря. Харчується павуками, хробаками, багатоніжками, скорпіонами, молюсками, комахами. Дуже потайлива амфібія, як захист використовує отруйні виділення шкірних залоз. Зимівля цього тритона триває 8—12 тижнів.
Статева зрілість настає у віці 1 рік при довжині 10—12 см. Розмноження відбувається через внутрішнє запліднення. Яйця відкладають через 2—3 дні після парування. Їх буває до 200. Діаметр становить близько 5 мм. Личинки з'являються через 15—20 діб.
Тривалість життя до 10 років.

## Догляд у неволі
У неволі Активний переважно у денний час. Для утримання добре підійде акватераріум, щоб тварина сама могло обирати, де їй перебувати. Проте деякий час тритонів можна утримувати і у звичайному тераріумі без просторого водоймища. Як субстрат підходить сфагнум. Потребує високої вологості при температурі 15—25 °C. Це залежить від того, з якої частини ареалу надійшли тварини. Вночі бажано знижувати температуру на 3—5 °C у порівнянні з денною.

## Розповсюдження
Мешкає у Китаї (провінція Юньнань), В'єтнамі (провінція Лайтяу), на півночі Таїланду, М'янмі (штат Качин), Індії (штати Аруначал-Прадеш, Західний Бенгал, Сіккім, Маніпур), на сході Непалу.